# Casele urbane ale arhitectului Victor Horta
Casele urbane ale arhitectului Victor Horta din Bruxelles sunt câteva clădiri istorice înscrise pe lista patrimoniului mondial UNESCO. Acestea sunt:
- Hôtel Tassel
- Hôtel van Eetvelde
- Hôtel Solvay
- Maison & Atelier Horta, astăzi Muzeul Horta

În anul 2000, comisia UNESCO le-a listat ca parte a patrimoniului mondial, afirmând:
„Cele patru case urbane principale - Hôtel Tassel, Hôtel Solvay, Hôtel van Eetvelde și Maison & Atelier Horta - aflate în Bruxelles și proiectate de arhitectul Victor Horta, unul dintre inițiatorii curentului Art Nouveau, sunt unele dintre cele mai remarcabile opere de pionierat în arhitectura sfârșitului secolului al XIX-lea. Revoluția stilistică reprezentată de aceste opere se caracterizează prin planul deschis, difuzia luminii și prin strălucita alăturare a liniilor curbe în decorațiuni cu structura clădirii.”